# František Čáp
František Čáp (7 de diciembre de 1913 - 12 de enero de 1972), también conocido como "Franz Cap" en Alemania, fue un director y guionista de cine checo y yugoslavo . Dirigió 32 películas entre 1939 y 1970. Después de haber creado clásicos del cine esloveno, también es uno de los directores más populares del cine esloveno temprano en los años.

## Biografía
Čáp nació en Čachovice (ahora en el centro de la República Checa ).  Como profesional ya establecido, se mudó a Ljubljana en 1952, a raíz de una invitación de Branimir Tuma , director de Triglav Film. En 1957, se mudó a Portorož , una ciudad costera en el suroeste de Eslovenia, donde vivió hasta su muerte. 
Antes de su llegada a Yugoslavia, Čáp fue elogiado como la joven estrella del cine checo. Durante la Segunda Guerra Mundial dirigió una docena de dramas y melodramas románticos ligeros, entre ellos el aclamado internacionalmente Noční motýl ( Night Butterfly , 1941) que ganó un premio en el Festival de cine de Venecia, y Muži bez křídel (Los hombres sin alas , 1946) que ganó en el Festival de Cannes.
En las décadas de 1950 y 1960, Čap dirigió cinco películas y otras seis coproducciones y producciones no eslovenas.

## Premios y distinciones
Festival Internacional de Cine de Venecia
| Año  | Categoría             | Película             | Resultado |
| ---- | --------------------- | -------------------- | --------- |
| 1941 | Targa di segnalazione | Nocní motýl          | Ganador   |
| 1946 | Gran Premio           | Los hombres sin alas | Ganador   |